# Esporopolenina
Esporopolenina é uma substância que reveste o esporo ou o pólen de várias plantas terrestres (Embriófitas), de Briófitas a Angiospermas, e de certas algas, evitando sua desidratação e protegendo-o. É uma substância quimicamente resistente, inclusive à ácidos fortes; altas temperaturas e agentes de decomposição de matéria orgânica.
Esse componente é originário em células do tapete (células esporofíticas diplóides) e nos andropóros (células haplóides), a partir do fim da meiose. A atividade simultânea destes dois sítios de produção de "componentes da esporopolenina", e não da esporopolenina propriamente dita, produz a exina tal como é conhecida.